# Pennisetum setaceum rubrum
Gramínea invasora de carácter agresivo en el Sureste árido de España. A su facilidad de colonizar el terreno, se une un grave pirofitismo. Su introducción puede suponer la comisión de un Delito contra el Medio Ambiente.
Pennisetum setaceum rubrum es planta vivaz en zonas cálidas (zonas 9-10) donde puede comportarse como semiperenne (en zonas de heladas o frío se muere; hay que tratarla como anual y replantarla mediante semilla o división). Incluso en las zonas cálidas se amarrona y pone fea en invierno. Lo mejor es podarla hasta 5cm en otoño, si aguanta el invierno rebrotará en primavera. Cada dos o tres años conviene dividir la mata y replantarla.
Es una hierba de estación cálida y le cuesta empezar a crecer, su crecimiento óptimo se da cuando la temperatura está entre 24 y 30 °C. Por ello tiende a florecer algo más tarde que otras gramíneas: de mediados de verano a otoño, dependerá de las temperaturas. Te dará unas flores de color rosa-púrpura.
Prefiere exposición soleada aunque tolera la semisombra (crecerá algo desgabada y puede que se venga abajo si no se estaca). Tolera todo tipo de suelos, aunque debe tener buen drenaje.
Crece 0,75-1,2 m de altura y aproximadamente 60 cm a lo ancho, dependiendo de las condiciones.
Las hierbas ornamentales apenas requieren mantenimiento, salvo podas de limpieza o recortes. Riégala al principio mientras se establece, evitando que se seque el sustrato, pero luego sólo ocasionalmente. Aguanta la sequía extrema, pero estará más bonita si se mantiene la tierra ligeramente húmeda. No es necesario fertilizarlas: si se quiere, durante su crecimiento en primavera apórtese 1/4 de la dosis para una planta normal de un abono 10-10-10, y ocasionalmente. De hecho si la tierra es muy fértil puede crecer mucho y habrá que estacarla.